# Prêmio Contigo! Online 2022
Prêmio Contigo! Online 2022

17 de janeiro de 2023
Novela:
Poliana Moça
Série:
Bom Dia, Verônica
Atriz – Novela:
Paolla Oliveira
Ator – Novela:
Roberto Birindelli
Atriz – Série:
Manu Gavassi
Ator – Série:
André Lamoglia
Cantora:
Anitta
Cantor:
Luan Santana
Prêmio Contigo! de TV 

← 2021  ·  →
O Prêmio Contigo! Online de 2022 foi a sexta e última edição digital feita pela revista brasileira Contigo!, para premiar os melhores do ano de 2022. Os indicados foram anunciados em 28 de novembro de 2022.

## Resumo
| Programa                          | Indicações | Vitórias |
| --------------------------------- | ---------- | -------- |
| Pantanal                          | 11         | 2        |
| Um Lugar ao Sol                   | 6          | 1        |
| Maldivas                          | 6          | 1        |
| Bom Dia, Verônica                 | 5          | 1        |
| Além da Ilusão                    | 4          | 2        |
| Cara e Coragem                    | 3          | 1        |
| Sob Pressão                       | 3          | 0        |
| Turma da Mônica - A Série         | 3          | 0        |
| Reis                              | 2          | 1        |
| Quanto Mais Vida, Melhor!         | 2          | 0        |
| Rensga Hits!                      | 2          | 0        |
| Caldeirão com Mion                | 2          | 2        |
| Domingão com Huck                 | 2          | 0        |
| Eliana                            | 2          | 0        |
| Faustão na Band                   | 2          | 0        |
| Hora do Faro                      | 2          | 0        |
| Que História É Essa, Porchat?     | 2          | 0        |
| Melhor da Tarde                   | 2          | 0        |
| Poliana Moça                      | 1          | 1        |
| Arcanjo Renegado                  | 1          | 0        |
| Mar do Sertão                     | 1          | 0        |
| De Volta aos 15                   | 1          | 1        |
| Élite                             | 1          | 1        |
| Manhãs de Setembro                | 1          | 0        |
| Confissões de uma Garota Excluída | 1          | 0        |
| Verdades Secretas II              | 1          | 0        |
| A Praça É Nossa                   | 1          | 1        |
| Greg News                         | 1          | 0        |
| Nada Suspeitos                    | 1          | 0        |
| Família Paraíso                   | 1          | 0        |
| LOL: Se Rir, Já Era!              | 1          | 0        |
| A Tarde É Sua                     | 1          | 0        |
| Encontro com Patrícia Poeta       | 1          | 1        |
| Encontro com Fátima Bernardes     | 1          | 0        |
| Hoje em Dia                       | 1          | 0        |
| Mulheres                          | 1          | 0        |
| A Fazenda 14                      | 1          | 0        |
| Big Brother Brasil 22             | 1          | 1        |
| MasterChef Profissionais          | 1          | 0        |
| The Masked Singer Brasil          | 1          | 0        |
| The Voice Kids                    | 1          | 0        |
| Conversa com Bial                 | 1          | 0        |
| Lady Night                        | 1          | 1        |
| The Noite com Danilo Gentili      | 1          | 0        |
| Detetives do Prédio Azul          | 1          | 0        |
| Temporada de Verão                | 1          | 0        |
| Sábado Animado                    | 1          | 0        |
| Jornal Hoje                       | 1          | 0        |
| Jornal da Record                  | 1          | 0        |
| Jornal da Globo                   | 1          | 0        |
| Jornal Nacional                   | 1          | 0        |
| Pipoca da Ivete                   | 1          | 0        |
| É de Casa                         | 1          | 1        |

## Vencedores e indicados
Os vencedores foram revelados em 17 de janeiro de 2023 e estão em negrito.
| Melhor Novela | Melhor Série – TV ou Streaming |
| --- | --- |
| - Poliana Moça – (SBT) - Além da Ilusão – (TV Globo) - Pantanal – (TV Globo) - Reis – (RecordTV) - Um Lugar ao Sol – (TV Globo) | - Bom Dia, Verônica – (Netflix) - Arcanjo Renegado – (Globoplay) - Maldivas – (Netflix) - Rensga Hits! – (Globoplay) - Sob Pressão – (Globoplay) |
| Melhor Atriz – Novela | Melhor Ator – Novela |

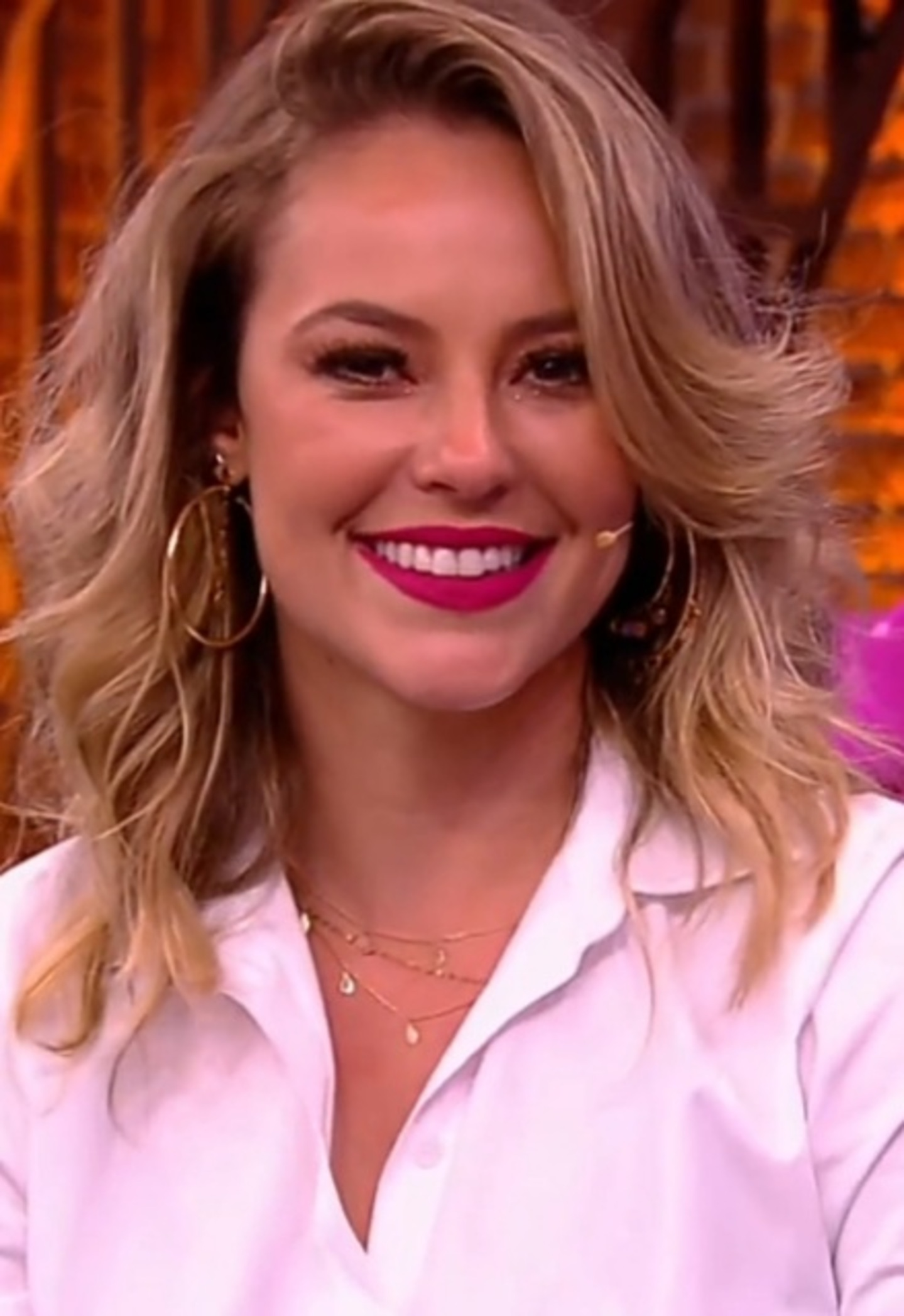
Paolla Oliveira, Atriz de Novela

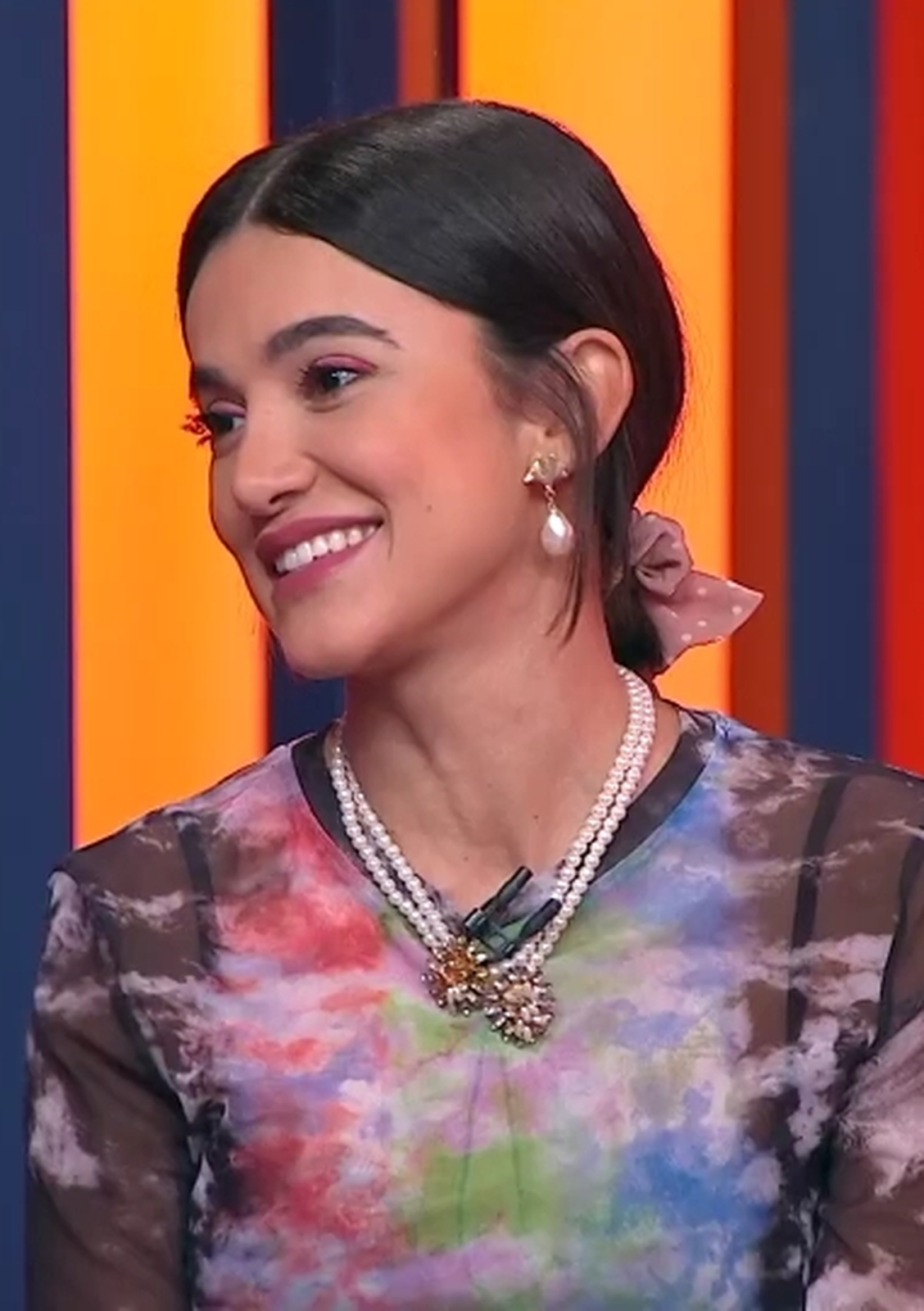
Manu Gavassi, Atriz de Série

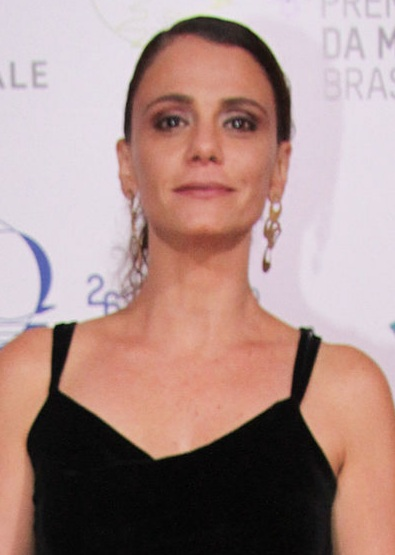
Malu Galli, Atriz Coadjuvante

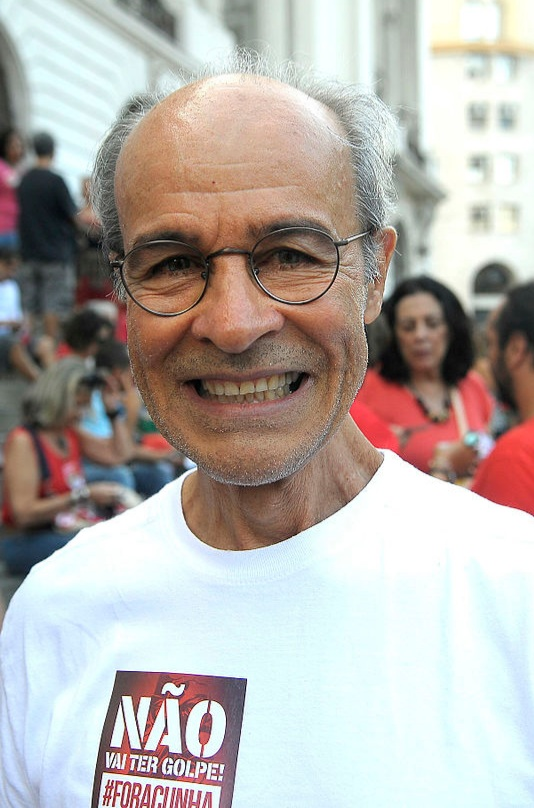
Osmar Prado, Ator Coadjuvante

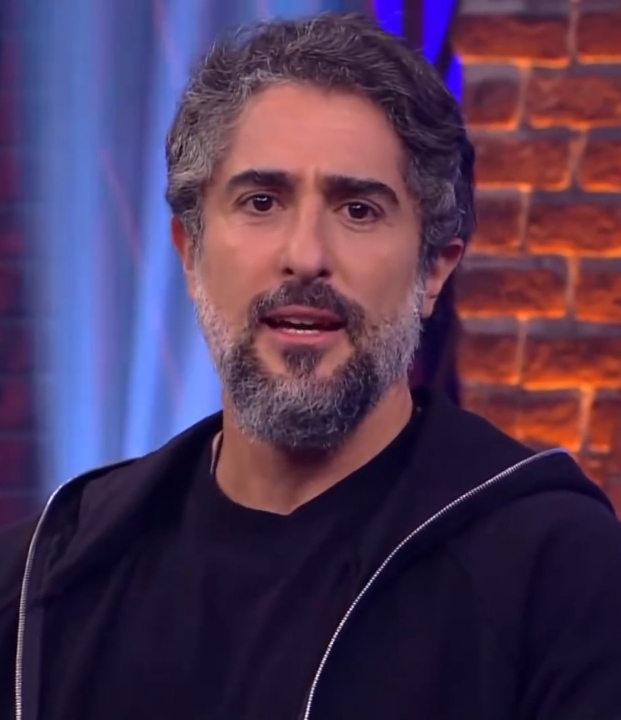
Marcos Mion, Apresentador e Programa de Auditório

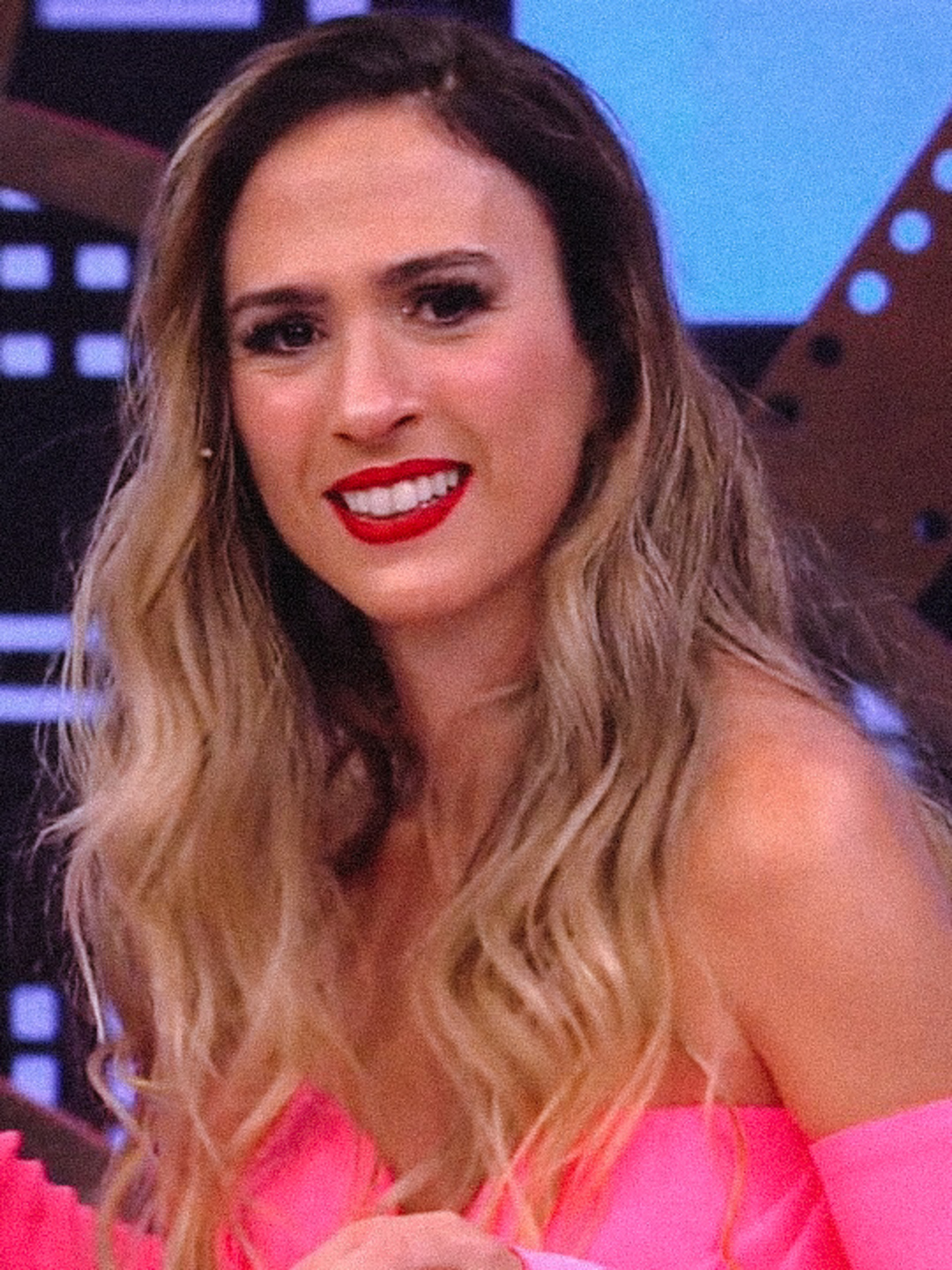
Tatá Werneck, Talk Show

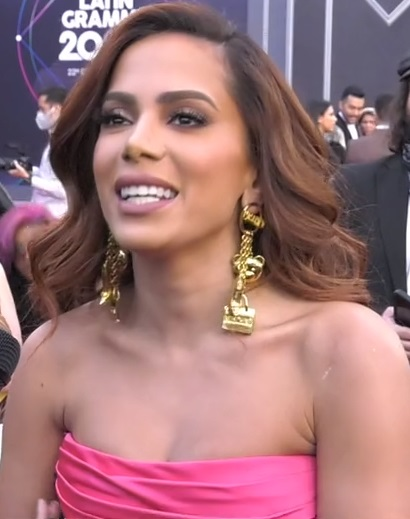
Anitta, Cantora

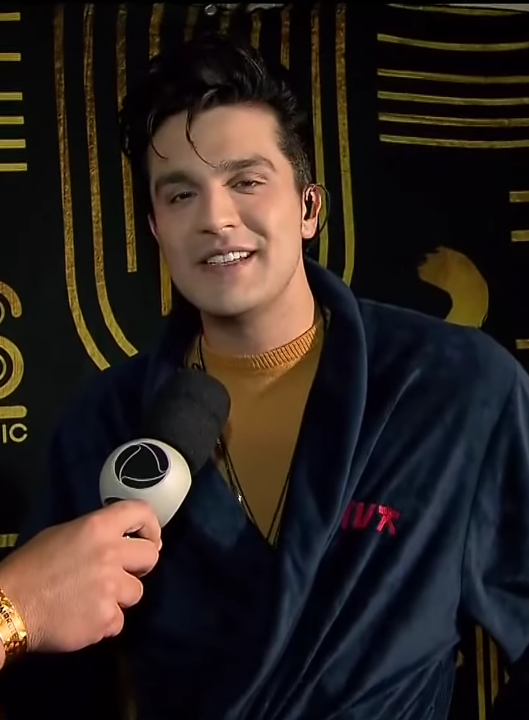
Luan Santana, Cantor

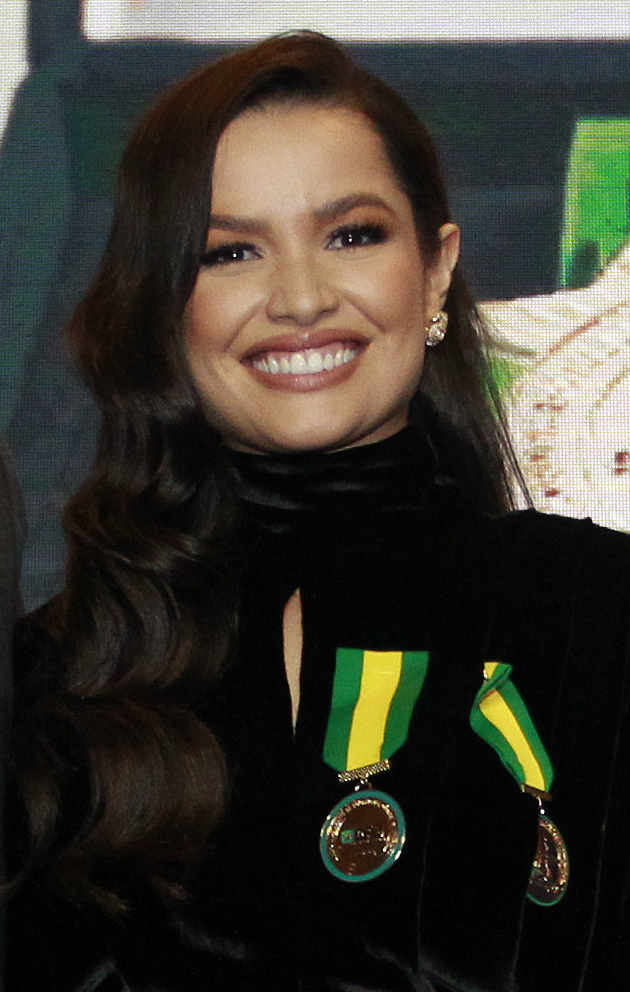
Juliette, Influenciador

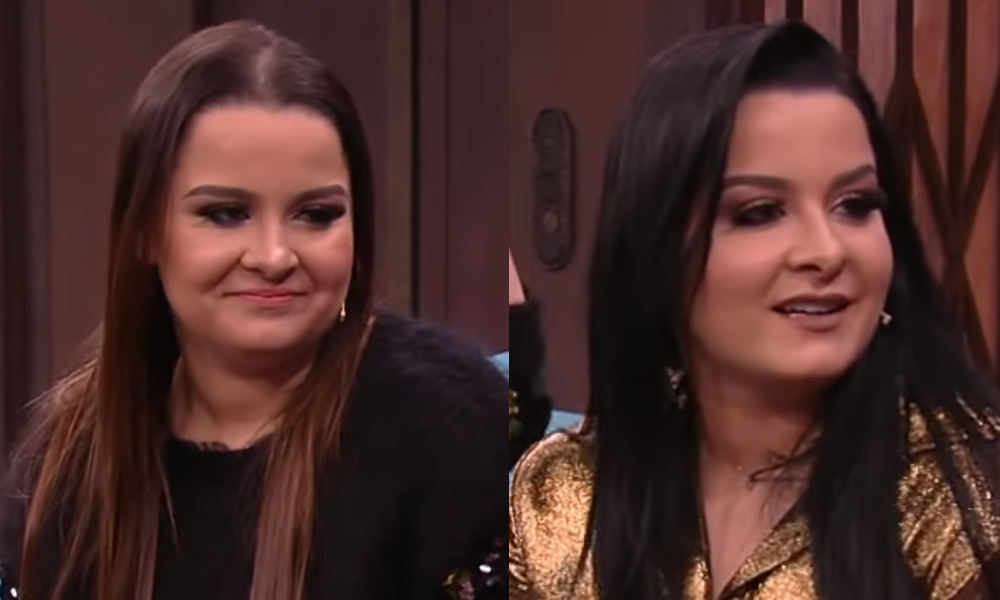
Maiara & Maraisa, Dupla Sertaneja

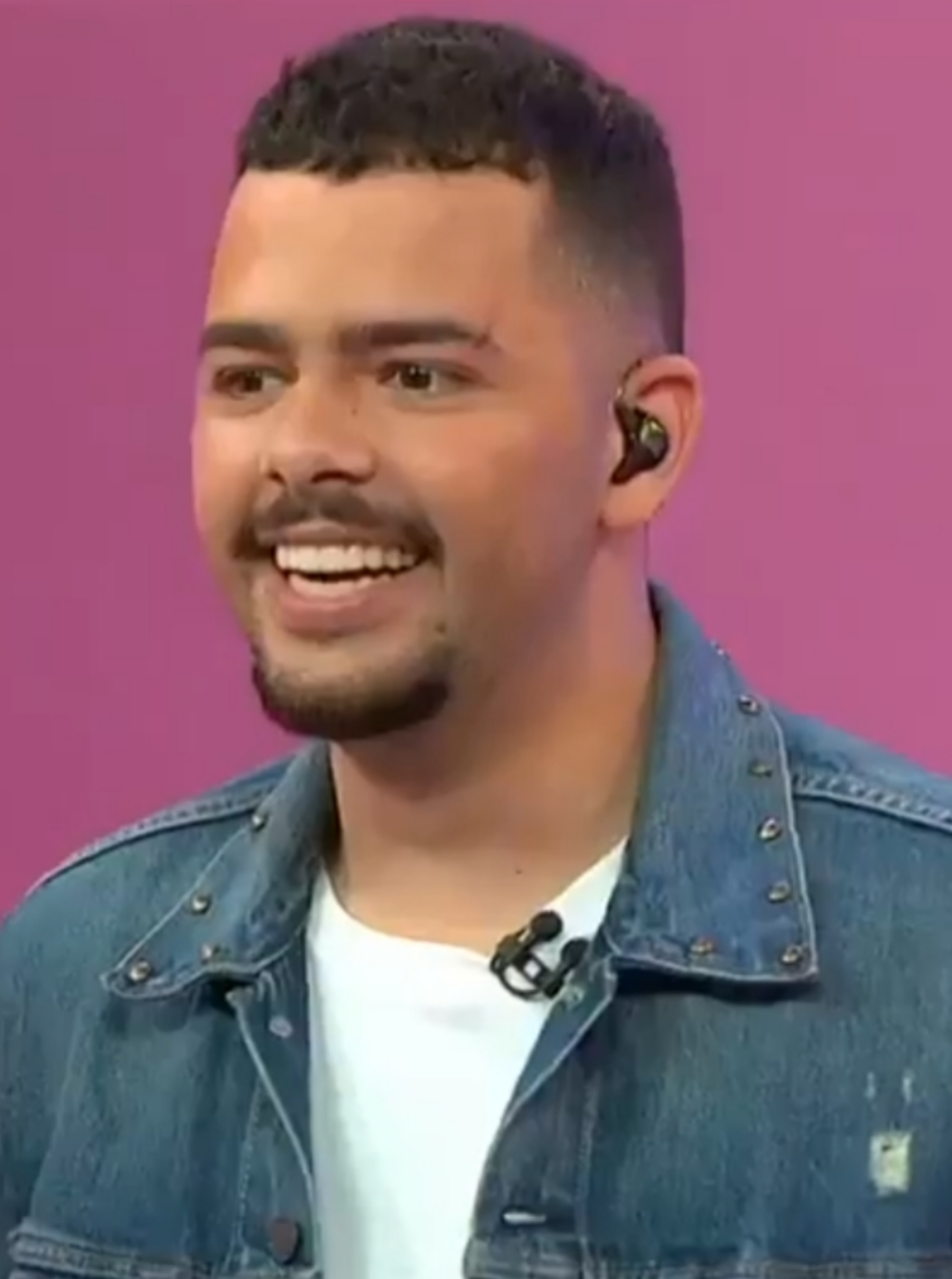
Pedro Sampaio, Música

| - Paolla Oliveira – (Pat em Cara e Coragem) - Alanis Guillen – (Juma em Pantanal) - Andréia Horta – (Lara em Um Lugar ao Sol) - Isadora Cruz – (Maria Cândida em Mar do Sertão) - Larissa Manoela – (Isadora / Elisa em Além da Ilusão)                                     | - Roberto Birindelli – (Profeta Samuel em Reis) - Cauã Reymond – (Christian / Renato em Um Lugar ao Sol) - Marcos Palmeira – (Zé Leôncio em Pantanal) - Paulo Lessa – (Ítalo em Cara e Coragem) - Vladimir Brichta – (Neném em Quanto Mais Vida, Melhor!)                                                         |
| Melhor Atriz – Série | Melhor Ator – Série |
| - Manu Gavassi – (Milene em Maldivas) - Alice Wegmann – (Raíssa em Rensga Hits!) - Bruna Marquezine – (Liz em Maldivas) - Marjorie Estiano – (Dra. Carolina em Sob Pressão) - Tainá Müller – (Verônica em Bom Dia, Verônica)                                                | - André Lamoglia – (Iván em Élite) - Samuel Melo – (Cauã em Maldivas) - Júlio Andrade – (Dr. Evandro em Sob Pressão) - Reynaldo Gianecchini – (Matias em Bom Dia, Verônica) - Gabriel Stauffer – (Joel em De Volta aos 15)                                                                                        |
| Melhor Atriz Coadjuvante – Novela/Série | Melhor Ator Coadjuvante – Novela/Série |
| - Malu Galli – (Violeta em Além da Ilusão) - Andréa Beltrão – (Rebeca em Um Lugar ao Sol) - Isabel Teixeira – (Maria Bruaca em Pantanal) - Klara Castanho – (Ângela em Bom Dia, Verônica) - Sheron Menezzes – (Rayssa em Maldivas)                                          | - Osmar Prado – (Velho do Rio em Pantanal) - Ícaro Silva – (Léo em Cara e Coragem) - José Loreto – (Tadeu em Pantanal) - Juan Paiva – (Ravi em Um Lugar ao Sol) - Seu Jorge – (Lourenço em Manhãs de Setembro) |
| Melhor Atriz Mirim | Melhor Ator Mirim |
| - Sofia Budke – (Isadora (criança) em Além da Ilusão) - Bella Martins – (Liz em Maldivas) - Giulia Benite – (Mônica em Turma da Mônica - A Série) - Kíria Malheiros – (Samanta em Confissões de uma Garota Excluída) - Laura Rauseo – (Magali em Turma da Mônica - A Série) | - Gustavo Corasini – (Tadeu (criança) em Pantanal) - João Bravo – (Neném (criança) em Quanto Mais Vida, Melhor!) - DJ Amorim – (Rafael em Bom Dia, Verônica) - Kevin Vechiatto – (Cebolinha em Turma da Mônica - A Série) - Thales Miranda – (José Lucas (criança) em Pantanal)                                   |
| Revelação da TV | Melhor Programa Humorístico |
| - Samantha Jones – (Adel em Um Lugar ao Sol) - Bella Campos – (Muda em Pantanal) - Gabriel Sater – (Trindade em Pantanal) - Guito – (Tibério em Pantanal) - Rhay Polster – (Chiara em Verdades Secretas II)                                                                 | - A Praça É Nossa – (SBT) - Greg News – (HBO Brasil) - Nada Suspeitos – (Netflix) - Família Paraíso – (Multishow) - LOL: Se Rir, Já Era! – (Amazon Prime Video) |
| Melhor Programa de Auditório | Melhor Programa de Variedades |
| - Caldeirão com Mion – (TV Globo) - Domingão com Huck – (TV Globo) - Eliana – (SBT) - Faustão na Band – (Rede Bandeirantes) - Hora do Faro – (RecordTV) | - Encontro com Patrícia Poeta – (TV Globo) - A Tarde É Sua – (RedeTV!) - Hoje em Dia – (RecordTV) - Melhor da Tarde – (Rede Bandeirantes) - Mulheres – (TV Gazeta) |
| Melhor Reality Show | Melhor Talk Show |
| - Big Brother Brasil 22 – (TV Globo) - A Fazenda 14 – (RecordTV) - MasterChef Profissionais – (Rede Bandeirantes) - The Masked Singer Brasil – (TV Globo) - The Voice Kids – (TV Globo)                                                                                     | - Lady Night – (Multishow) - Conversa com Bial – (TV Globo) - Jojo Nove e Meia – (Multishow) - Que História É Essa, Porchat? – (GNT) - The Noite com Danilo Gentili – (SBT) |
| Melhor Programa/Série Infantil-Juvenil | Melhor Âncora de Telejornalismo |
| - De Volta aos 15 – (Netflix) - Detetives do Prédio Azul – (Gloob) - Temporada de Verão – (Netflix) - Turma da Mônica - A Série – (Globoplay) - Sábado Animado – (SBT) | - Renata Vasconcellos – (Jornal Nacional) - César Tralli – (Jornal Hoje) - Christina Lemos – (Jornal da Record) - Renata Lo Prete – (Jornal da Globo) - William Bonner – (Jornal Nacional) |
| Apresentadora de TV | Apresentador de TV |
| - Maria Beltrão – (É de Casa) - Cátia Fonseca – (Melhor da Tarde) - Eliana – (Eliana) - Fátima Bernardes – (Encontro com Fátima Bernardes) - Ivete Sangalo – (Pipoca da Ivete)                                                                                              | - Marcos Mion – (Caldeirão com Mion) - Fábio Porchat – (Que História É Essa, Porchat?) - Faustão – (Faustão na Band) - Luciano Huck – (Domingão com Huck) - Rodrigo Faro – (Hora do Faro) |
| Melhor Cantora | Melhor Cantor |
| - Anitta - Iza - Liniker - Ludmilla - Luísa Sonza | - Luan Santana - Felipe Araújo - Gloria Groove - Gusttavo Lima - Thiaguinho |
| Melhor Dupla Sertaneja | Música do Ano |
| - Maiara & Maraisa - Jorge & Mateus - Zé Neto & Cristiano - Guilherme & Benuto - Israel & Rodolffo | - "Dançarina" – Pedro Sampaio - "Envolver" – Anitta - "Fé" – Iza - "Maldivas" – Ludmilla - "Vermelho" – Gloria Groove |
| Revelação Musical | Melhor Tiktoker |
| - Ana Castela - Jovem Dionísio - MC Mari - Thiago Pantaleão - Urias | - Fefe - Isaias - Raphael Vicente - Ruivinha de Marte - Vanessa Lopes |
| Melhor Narrador Esportivo | Melhor Influenciador Esportivo |
| - Téo José - Cléber Machado - Galvão Bueno - Luis Roberto - Renata Silveira | - Casimiro Miguel - Daniel Braune - Dida Footz - Fred - Desimpedidos - Raquel Freestyle |
| Melhor Influenciador | Casal do Ano |
| - Juliette - Bianca Andrade - Casimiro Miguel - Carlinhos Maia - Deolane Bezerra - Felipe Neto - Gil do Vigor - Pequena Lo - Virgínia Fonseca - Whindersson Nunes | - Zé Felipe e Virginia Fonseca - Angélica e Luciano Huck - Boninho e Ana Furtado - Claudia Rodrigues e Adriane Bonato - Claudia Raia e Jarbas Homem de Mello - Fernanda Souza e Eduarda Porto - Giovanna Ewbank e Bruno Gagliasso - Naldo Benny e Moranguinho - Rafa Kalimann e José Loreto - Viih Tube e Eliezer |